# Roberto Bracco

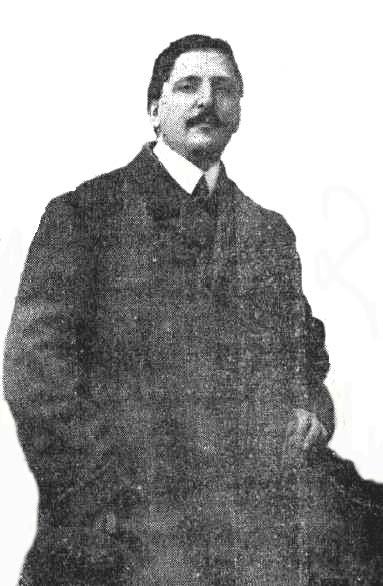
Roberto Bracco (1911)

Roberto Bracco, född 10 november 1861 och död 20 april 1943, var en italiensk journalist och författare.
Bracco är framför allt dramaturg. Han stod till en början under inflytande av Henrik Ibsen i verk som Il trionfo och Tragedie dell'anima, men skapade sinare en friare stil. Bland hans senare dramer märks Dom Pietro Caruso, Sperduti nel buio, Maternità, La piccola fone samt Il piccolo sanot. Flera av hans dramer har tydlig neapolitansk lokalfärg, ett av dem, Le nocchie cunzacrate är även skrivet på dialekt.